# ビジニャーノ
ビジニャーノ（イタリア語: Bisignano）は、イタリア共和国カラブリア州コゼンツァ県にある、人口約10,000人の基礎自治体（コムーネ）。

## 地理

### 位置・広がり

#### 隣接コムーネ
隣接するコムーネは以下の通り。
- アクリ
- チェルツェート
- ラッターリコ
- ルッツィ
- モングラッサーノ
- サン・マルコ・アルジェンターノ
- サンタ・ソフィーア・デピーロ
- タルシア
- トラーノ・カステッロ